# San Pedro Atoyac
San Pedro Atoyac là một đô thị thuộc bang Oaxaca, México. Năm 2005, dân số của đô thị này là 3464 người.